# Neudammkuppe
Die Neudammkuppe ist ein Berg in Namibia mit einer Höhe von 2092 m. Die Neudammkuppe ist ein Inselberg im Neudammer Hochland, das sich östlich der Erosberge befindet.